# Spiel (Jagd)

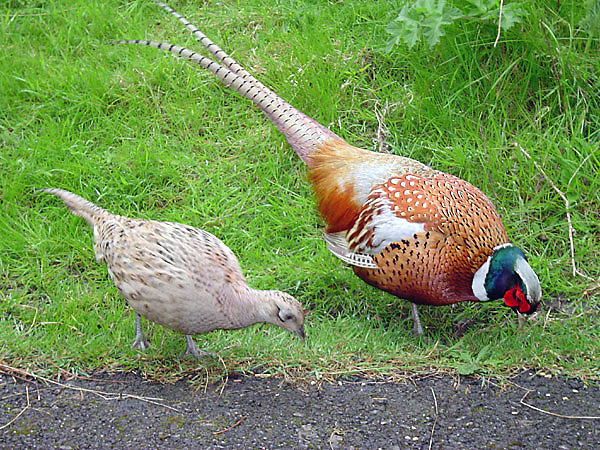
Weiblicher und männlicher Fasan

Als Spiel bezeichnet man in der Jägersprache die auffallenden Schwanzfedern verschiedener hühnerartiger Vögel, die vor allem die männlichen Tiere aufweisen. Zu den betreffenden Arten zählen etwa das Birkhuhn oder der Fasan.
Die Prachtfedern werden häufig als zusätzlicher Schmuck für Hüte und Jagdtrophäen gebraucht.